# Wilfried Wengler
Wilfried Wengler (* 11. April 1944 in Breslau) ist ein deutscher Politiker (CDU).

## Leben und Beruf
Nach dem Abitur 1963 in Hamburg studierte Wengler Chemie und Betriebswirtschaftslehre an der Universität Hamburg. Ab 1968 war er in verschiedenen Positionen in der Wirtschaft tätig und machte sich 1990 als Unternehmensberater selbständig.
Wilfried Wengler ist verwitwet und hat zwei Kinder.

## Partei
Wengler trat 1997 in die CDU ein.

## Abgeordneter
Er gehört seit 1998 der Gemeindevertretung von Henstedt-Ulzburg an.
Wengler war von 2005 bis 2012 Mitglied des Landtages von Schleswig-Holstein und war Fachsprecher der CDU-Landtagsfraktion für die Bereiche Wohnungsbau und Kultur.
Wilfried Wengler zog als direkt gewählter Abgeordneter des Wahlkreises Segeberg-West in den Landtag ein. Bei der Landtagswahl 2005 erreichte er 46,0 Prozent der Erststimmen. Bei der vorgezogenen Landtagswahl in Schleswig-Holstein 2009 wurde er mit 37,7 Prozent der Erststimmen wiedergewählt. Zur vorgezogenen Landtagswahl 2012 wurde er nicht wieder aufgestellt.